# Gintama
Gintama (銀魂, Ànima platejada) és un manga i anime creat per Hideaki Sorachi. Va començar a l'abril del 2004 i encara és publicat en la revista Shōnen Jump i en Estats Units per VIZ Media.
Un OVA de Gintama fou exhibida en el Jump Festa de l'any 2006. Poc després va començar a emetre's l'anime.

## Argument
La història pren lloc en Edo, en Japó, que ha estat pres pels extraterrestres ("amanto"). Els samurais han perdut el seu lloc destacat en la societat d'ençà que els amanto van suprimir el seu estatus i van prohibir la possessió d'espases als civils. El tema central de la història s'enfoca en un samurai boig amb una intuïció natural, Gintoki Sakata; el seu aprenent, Shinpachi Shimura; i Kagura, una adolescent del clan Yato. Tots cerquen treball per a pagar el lloguer, que generalment sol estar impagat.
La història és principalment una comèdia basada en situacions absurdes i jocs de paraules, on se sol trencar la quarta paret sovint (en el manga i l'anime se sol parlar sabent que estan dins d'una història).

## Personatges
- Gintoki Sakata (坂田銀時, Sakata Gintoki) Seiyū - Tomokazu Sugita

És el personatge principal de la història. És un samurai que viu en una era que els samurais ja no són necessaris. Gintoki viu amb Kagura i Shinpachi, i junts tenen el negoci de "Gin, xic per a tot" on fan qualsevol cosa per guanyar diners i de passada pagar el lloguer. En la guerra contra els amanto se'l coneixia com el "dimoni blanc", pel seu el seu pèl de plata i capa blanca que usava en la batalla, que, combinada amb les seues capacitats impressionants com espadatxí, ho va fer famós entre els seus camarades i omplia de por als amants. El seu treball, com s'escriu en la seua targeta de visita, és "xic per a tot", significant que farà qualsevol treball per quasi qualsevol preu. És un llaminer, però ha de controlar el seu consum del sucre perquè el doctor li ha advertit que està en la vora de la diabetis. Li obsessiona la revista Shonen Jump (on es publica originalment el manga de Gintama). A pesar del seu aspecte i comportament inicial, Gintoki s'enorgulleix de complir el vell codi del bushido. En les enquestes de popularitat de Gintama, Gintoki es col·loca en primer lloc, seguit d'Okita i Hijikata. El natalici de Gintoki és el 10 d'Octubre, amida 177 cm i pesa 65 kg.
- Shinpachi Shimura

(志村新八, Shimura Shinpachi), Seiyū - Daisuke Sakaguchi
Shimura Shinpachi treballa amb Gintoki per a aprendre les formes dels samurais. Es queda en el dojo de la seua família. No obstant això, sembla més com si només tractara d'ajudar a pagar el lloguer a Gintoki que a aprendre. Shinpachi és el capità de la "Guàrdia Imperial d'Otsu," un pop-club de fans de la cantant, i es pren de debò el seu paper. Altres membres del club de fans ho tracten amb respecte de bon tros, una cosa que no li passa molt sovint.
Shinpachi es reuneix amb Gintoki després que Shinpachi fora disparat per l'ambaixador del Planeta Chatoran. Gintoki ataca a l'ambaixador i els seus guàrdies, no per a defensar Shinpachi, sinó per a obtenir venjança pel seu gelat vessat. Gintoki li carrega les culpes a Shinpachi pel crim, que d'alguna manera el portà a salvar a Tae Shimura (Otae), la germana de Shinpachi, quan formava part d'un bordell. Ell es preocupa molt per ella. A pesar de la seua humil aparença, és Shinpachi el més competent espadatxí de la seua família Kakidō-Ryu, el tipus de kendo que ensenya el seu dôjo.
A l'enquesta de popularitat de caràcters, aparegué en el 8è lloc. El seu nom és més o menys sobre la base dels Shinsengumi Nagakura Shinpachi i comediant Ken Shimura. Shinpachi té 16 anys. El seu natalici és 12 d'agost. La seua altura és de 166 centímetres, i pesa 55 quilograms.